# 朝日ケ丘町 (芦屋市)
朝日ケ丘町（あさひがおかちょう）は、兵庫県芦屋市の町名。郵便番号659-0012。

## 世帯数と人口
2022年（令和4年）8月1日現在の世帯数と人口は以下の通りである。
| 町丁       | 世帯数    | 人口    |
| ---------- | --------- | ------- |
| 朝日ケ丘町 | 3,277世帯 | 6,678人 |

## 小・中学校の学区
市立小・中学校に通う場合、学区は以下の通りとなる。
| 番地 | 小学校                 | 中学校             |
| ---- | ---------------------- | ------------------ |
| 全域 | 芦屋市立朝日ヶ丘小学校 | 芦屋市立山手中学校 |

## 交通

### 鉄道
町内に鉄道駅はない。

### 道路
町内を通過する国道、県道はない。

## 施設
- 芦屋市立朝日ケ丘小学校
- 市立芦屋病院
- 朝日ヶ丘公園